# Pancarus
Os Pancarus são um grupo indígena que habita o Norte da Serra do Ramalho, junto aos limites do município brasileiro de Bom Jesus da Lapa, no estado da Bahia. Habitam a Reserva Indígena Vargem Alegre.